# The Upsetters
The Upsetters foi uma banda de reggae jamaicana do produtor Lee 'Scratch' Perry.

## Descrição
O nome da banda veio do apelido de Lee, após lançar o som "I Am the Upsetter".
Em sua formação original contavam com Gladstone Anderson, pianista e regente, Alva Lewis, guitarrista, Glen Adams, no órgão e os irmãos Aston 'Family Man' Barrett e Carlton Barrett, fazendo a cozinha no baixo e bateria respectivamente.
Formavam banda base para artistas de diversos gêneros musicais, lançaram alguns sucessos como "Live Injection" e "Return of Django".
Também excursionaram fazendo shows pelo Reino Unido.
Os hits "Return of Django" e "Dollar in the Teeth" foram usados como trilha sonora do jogo Grand Theft Auto London,  e "I Chase the Devil" do álbum War Ina Babylon, de Max Romeo & the Upsetters no Grand Theft Auto lançado em 2004.
"Return of Django" também foi trilha sonora do filme This Is England.

## Álbuns

### Upsetters
- The Upsetter (1969)
- Return of Django (1969)
- Clint Eastwood (álbum)|Clint Eastwood (1970)
- Many Moods of the Upsetters (1970)
- Scratch the Upsetter Again (1970)
- The Good, the Bad and the Upsetters (1970)
- Eastwood Rides Again (1970)
- África's Blood (1972)
- Cloak and Dagger (álbum)|Cloak and Dagger (1973)
- Rhythm Shower (1973)
- Upsetters 14 Dub Blackboard Jungle aka Blackboard Jungle Dub (1973)
- Double Seven (1974)

### Black Ark era
- DIP Presents the Upsetter (1975)
- Musical Bones (1975)
- Return of Wax (1975)
- Kung Fu Meets the Dragon aka Heart of the Dragon (1975)
- Revolution Dub (1975)
- Super Ape aka Scratch the Super Ape (1976)
- Return of the Super Ape (1978)